# Procesul Bobigny
Procesul Bobigny este un Proces⁠(d) de avort desfășurat în octombrie și noiembrie 1972 la Bobigny (Seine-Saint-Denis). Cinci femei au fost judecate: o tânără minoră — Marie-Claire Chevalier — care a făcut un avort după un viol și patru femei adulte, inclusiv mama ei, pentru complicitate sau practicare a avortului. Acest proces, care a fost susținut de partea apărării de avocata Gisèle Halimi⁠(d), a avut un impact uriaș și a contribuit la dezincriminarea întreruperii voluntare a sarcinii în Franța.

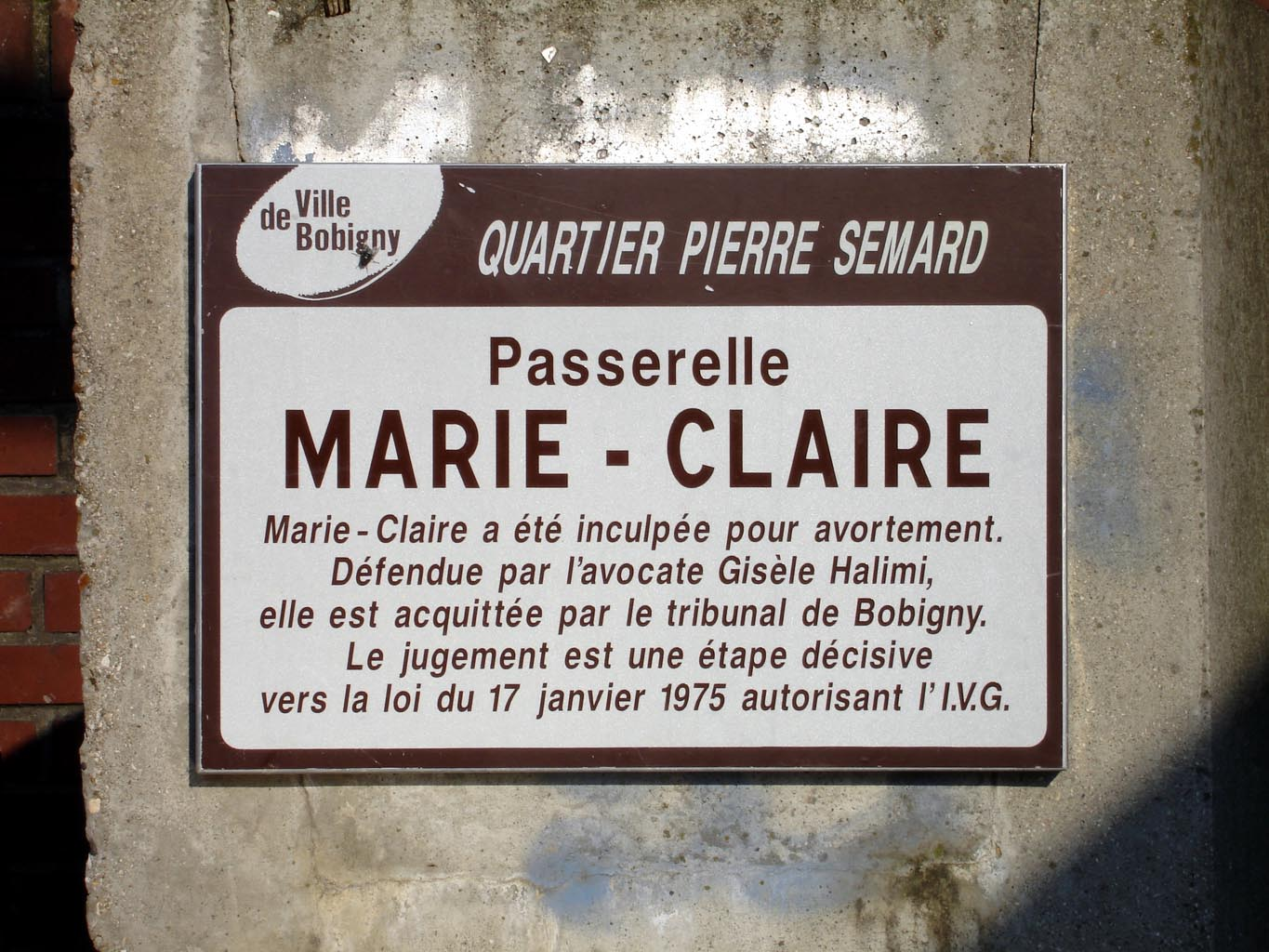
Pasarela Marie-Claire, în Bobigny, numită în memoria acestui proces.

## Avortul unei minore
Violată de un băiat de la liceul ei în toamna anului 1971, Marie-Claire, 16 ani, a rămas însărcinată. Ea a refuzat să păstreze copilul și i-a cerut mamei sale Michèle să o ajute. Michèle Chevalier era angajată a Regiei Autonome de Transport din Paris (RATP). Ea își creștea singură cele trei fiice de 16, 15 și 14 ani, după ce a fost abandonată de tatăl lor, care nu le-a recunoscut. Ea câștiga în acea perioadă 1.500 de franci pe lună.
Medicul ginecolog care a confirmat diagnosticul de sarcină nu a refuzat să o avorteze pe tânără, dar îi cere 4.500 de franci, sau trei luni de salariu de la mamă care decide apoi să cheme un „făcător de îngeri” (persoană care întrerupea voluntar sarcini). Ea cere apoi ajutor colegei ei Lucette Dubouchet, care la rândul ei o implică pe Renée Sausset. Ele se adresează unei alte colege, Micheline Bambuck, bolnavă, văduvă cu trei copii și care a făcut deja ea însăși un avort în trecut. Toate cele patru femei lucrează pe linia de metrou 9.
Micheline Bambuck efectuează operația cu 1.200 de franci, prin plasarea unei sonde. Dar la a treia încercare, apare o hemoragie în miezul nopții. Michèle și Marie-Claire Chevalier merg la spital, unde mama trebuie să depună 1.200 de franci, lucru pe care îl face cu cecuri neacoperite (în cele din urmă decontate de profesorul Jacques Monod), chiar înainte ca fiica ei să fie internată și tratată.
Câteva săptămâni mai târziu, Daniel P., violatorul fetei, suspectat că a participat la un furt de mașini, este arestat. El o denunță pe Marie-Claire în speranța că poliția îl va lăsa în pace. Mai mulți polițiști merg apoi la casa lui Michèle Chevalier și o amenință cu închisoarea pe ea și fiica ei dacă nu mărturisește, ceea ce se întâmplă imediat. Michèle și Marie-Claire Chevalier și cei trei colege ai lui Michèle au fost apoi inculpate.
Mama găsește în biblioteca RATP cartea Djamila Boupacha scrisă de avocata Gisèle Halimi despre activista algeriană Djamila Boupacha, violată și torturată de soldații francezi. Femeile urmărite penal iau legătura cu avocata, care acceptă să le apere.
Gisèle Halimi și Simone de Beauvoir, care prezidează asociația feministă « Choisir », hotărăsc cu acordul inculpatelor efectuarea unui proces politic al avortului: departe de a-și cere iertare pentru fapta comisă, apărarea va ataca nedreptatea legii din 1920, mai ales că, în timp ce femeile care își permit pot merge în Elveția sau Marea Britanie pentru a avorta, cele mai sărace trebuie să o facă în Franța în clandestinitate și adesea în condiții sanitare deplorabile.
Pe 19 octombrie 1972, cotidianul comunist L'Humanité pune ca supratitlu „Marie Claire" pe fiecare dintre articolele sale legate de caz. Apoi, celelalte ziare relatează frecvent toate informațiile referitoare la proces ca fiind „afacerea Marie-Claire”. Folosirea prenumelui o protejează în timp ce permite o anumită „ familiaritate, aproape un semn de recunoaștere". Presa, inclusiv ziarul catolic La Croix („Crucea”), a făcut-o eroină în ciuda ei. Figaro din 23 noiembrie 1972 pune pe prima pagină „avortul sub semnul întrebării” și prezintă mărturiile unui medic, profesorul Paul Milliez⁠(d) și unui preot, Michel Riquet. Pentru ei, avortul devine necesar uneori, când vine vorba de salvarea vieții mamei. A doua zi după proces, France-Soir a publicat pe prima pagină fotografia profesorului Milliez cu titlul „Aș fi fost de acord să fac avortul lui Marie-Claire”.

## Procesul

### Eliberarea fetei
Cazul este împărțit din cauza faptului că Marie-Claire Chevalier este minoră: înainte de judecarea celor patru adulți, tânăra este trimisă singură la tribunalul pentru copii Bobigny, cu ușile închise, pe 11 octombrie 1972. Gisèle Halimi evocă mulțimea de afară care, în timpul pledoariilor, scanda sloganuri de genul „Anglia pentru bogați, închisoare pentru săraci!". O demonstrație a MLF (Mouvement pour la Liberation des Femmes) și Choisir fusese organizată cu câteva zile mai devreme și reprimată cu brutalitate la ordinele ministrului de Interne, Raymond Marcellin⁠(d). Acoperirea în presă a manifestațiilor a făcut să se vorbească de cazul Marie-Claire. 
În cadrul audierilor, procurorul și-a exprimat îndoielile cu privire la realitatea violului fetei, declarându-se surprins că aceasta nu a mers să sesizeze poliția. De asemenea, a încercat să o facă pe Marie-Claire să spună că mama ei a forțat-o să facă un avort, ceea ce ea neagă: „Eram o școlăriță și la vârsta mea nu simțeam nici puterea, nici dorința de a avea un copil..." 
După încheierea procesului, hotărârea este pronunțată în ședință publică – pot participa astfel actrița Delphine Seyrig⁠(d) și mai mulți manifestanți. Marie-Claire este eliberată, pentru că se consideră că a suferit „constrângeri de natură morală, socială, familială, cărora nu le-a putut rezista".
„Este în același timp curajos, o noutate în jurisprudență și suficient de ambiguu pentru ca discuțiile să continue", a declarat avocata.

### O strategie: procesul politic
Cu acordul inculpaților, avocata lor Gisèle Halimi a ales așadar să facă din proces o platformă. Audiența are loc pe 8 noiembrie 1972, de la 13:00 la 22:00.
Multe personalități vin să le apere pe acuzate: omul de știință și academicianul Jean Rostand, laureații premiului Nobel și biologii Jacques Monod și François Jacob, actrițe precum Delphine Seyrig și Françoise Fabian, politicieni precum Michel Rocard, personalități ale literelor precum Aimé Césaire, Simone de Beauvoir... Profesorul Paul Milliez, medic și devotat catolic, afirmă în tribună că într-o astfel de situație, «nu exista altă cale de ieșire onestă». „Nu văd de ce noi, catolicii, ne-am impune moralitatea tuturor francezilor.”, spune el. Remarcile sale în favoarea inculpaților au cauzat o mustrare din partea Consiliului Național al Ordinului Medicilor. Și câteva luni mai târziu, admiterea sa în Academia de Medicină va fi respinsă din aceleași motive.

### Verdictul: legea din 1920 nu mai este aplicabilă
Michèle Chevalier este condamnată la o amendă cu suspendare de 500 de franci. Ea face apel la această sentință, însă ministerul public nu a pus afacerea pe rol timp de 3 ani, ceea ce a provocat prescripția faptelor.
Lucette Dubouchet și Renée Sausset sunt eliberate, instanța considerând că nu sunt complice pentru că nu ar fi avut « relații directe cu Marie-Claire ». Micheline Bambuck a primit o pedeapsă de un an de închisoare cu suspendare pentru că a efectuat un avort, pedeapsă însoțită de amendă.

## Impactul procesului

### O interdicție de publicare care nu a fost respectată
Rechizitoriul procurorului Bobigny începe cu o reamintire către jurnaliștii prezenți a articolului 39 din Legea din 29 iulie 1881 privind libertatea presei, care interzice publicarea dezbaterilor despre avort. Lectura de către procuror a legii nu are niciun efect asupra jurnaliștilor. Françoise Giroud din L'Express chiar provoacă cititorii să le urmărească la sfârșitul articolului ei. Niciun jurnalist nu este acuzat.
Mișcarea Choisir publică imediat după proces, la Gallimard, Avortul. O lege în judecată. Afacerea Bobigny , prefațat de Simone de Beauvoir. Această carte este o transcriere completă a audierii, de la exclamații până la întrebările uneori absurde, cum ar fi atunci când președintele o întreabă pe Micheline Bambuck dacă a pus speculumul în gură. În câteva săptămâni și fără publicitate, s-au vândut peste 30.000 de exemplare.

### Evoluția judiciară
Conștientizarea cu privire la acest subiect își face loc în rândul magistraților înșiși: de la 518 condamnări pentru avort în 1971, au fost 288 în 1972, apoi câteva zeci în 1973.
Impactul considerabil al procesului a contribuit la Legea Veil din 1975 privind întreruperea voluntară a sarcinii.

## Evocarea în cultură
Filmul Unul cântă, celălalt nu de Agnès Varda (1977), care se ocupă în special de avort, își arată cele două eroine în demonstrațiile feministe care însoțesc procesul.
În 2005, regizorul François Luciani⁠(d) a realizat filmul TV Le Procès de Bobigny, cu Sandrine Bonnaire în rolul Michèle Chevalier (rebotezată Martine), Anouk Grinberg⁠(d) în cel al lui Gisèle Halimi și Juliette Lamboley în rolul lui Marie-Claire. Filmul e difuzat în aprilie 2006 la TSR 1⁠(d), RTL-TVi și France 2, și în mai 2009 pe Tele-Quebec.
În 2018, în piesa Plaidoiries, prezentată la teatrul Antoine, adaptare după Les grandes plaidoiries des ténors du barreau de Mathieu Aron, Richard Berry⁠(d) interpretează pledoaria finală a lui Gisèle Halimi.
În 2019, Maya Boquet și Emilie Rousset au creat Reconstituirea: procesul Bobigny, prezentat la T2G în cadrul Festivalului de Toamnă de la Paris. Această emisiune trasează principalele probleme ale evenimentului prin interviuri cu martori ai vremii.

### Lucrări
- Gisèle Halimi, prefață de Simone de Beauvoir, Procesul Bobigny : Choisir la cause de femmes, Editura Gallimard, ediția nouă 2006, cu un text inedit de Marie-Claire Chevalier (ISBN: 2-07077515-1)
- Catherine Valenti, Bobigny: Procesul avortului, Paris, Larousse, 2010 (ISBN: 9782035845948)

### Articole de presă
- " 40 de ani mai târziu, Bobigny nu o uită pe Marie-Claire » Articol publicat pe9 noiembrie 2012 în Le Parisien.
- " Procesul Bobigny : o descifrare în lumina singurei chestiuni sociale » Articol de Mina Kaci publicat pe 24 iulie 2014 în L'Humanité.

### Documentare TV
- Întrerupere de sarcină: procesul Bobigny pe 24 martie 2014 în 50 de ani de evenimente diverse.
- Le Procès de Bobigny, film de televiziune francez bazat pe povestea acestui proces și a ceea ce a dus la acesta.